# Carmen Viance
Carmen Hernández Álvarez, artísticament coneguda com Carmen Viance, (Madrid, 21 de juny de 1905 – Madrid, 25 de juliol de 1985), va ser una actriu espanyola.

## Biografia
Una de les més destacades actrius de l'època de cinema mut espanyol i per alguns és considerada com la primera estrella que va aparèixer en la història del cinema espanyol. Quan treballava com a mecanògrafa va ser descoberta pel director de cinema José Buchs que li va oferir el paper protagonista en la pel·lícula Mancha que limpia (1924).
Entre 1924 i 1930, va rodar prop de vint pel·lícules amb alguns dels cineastes més destacats de l'època com Fernando Delgado o Florián Rei, Entre els títols que va protagonitzar figuren La casa de la Troya (1924), que va suposar la seva consagració; Gigantes y cabezudos (1925), El lazarillo de Tormes (1925), Viva Madrid, que es mi pueblo (1928) o La aldea maldita (1929/1930).
Amb l'arribada del cinema sonor, la seva carrera es va eclipsar i només tornaria a aparèixer davant les càmeres a Currito de la Cruz (1936), Paloma de mis amores (1946) i La casa de la lluvia (1943), abans de la seva retirada definitiva.